# Kamelancien
 (décembre 2021).
 (juillet 2024).
Kamelancien, aussi connu sous le nom de Kamelanc', de son vrai nom Kamel Houari, né le 13 mai 1980 au Kremlin-Bicêtre, dans le Val-de-Marne, est un rappeur et vidéaste français originaire du Maroc.

## Biographie

### Jeunesse
Kamel Houari est né au Kremlin-Bicêtre, dans le Val-de-Marne, et a grandi dans la cité des Martinets. 
Fils d'immigrés marocains originaires d'Ain Sfa de la région du Rif oriental (Yat Iznassen). Kamelancien se passionne pour le rap depuis 1993, d'abord comme amateur, ensuite en se mettant à produire ses propres musiques. C'était pour lui le meilleur moyen d'exprimer ses émotions et ses sentiments. Bien avant sa passion pour le rap, les jeunes de son quartier le surnommaient déjà « L'ancien » car c'était le surnom de son grand frère avant lui, et parce qu'étant pauvre, il portait toujours les mêmes vêtements déchirés et démodés.

### Débuts
En 1993, Kamel se met au rap, au départ, sans véritable plan de carrière. Pendant que certains jouent au football ou au basket-ball de jour comme de nuit, lui écrit et écoute du rap. Il travaille avec ce qu'on appelle communément dans les quartiers, « un grand » nommé Yaya, qui lui-même, rappait déjà depuis 1988. Celui-ci va donc lui faire profiter de son expérience.
En 1995, avec ses amis Koma Daddy, R.A.F.I.K et Moha le vagabond, une formation musicale appelée Sang neuf (ou encore 109) est créée. Il reprend son surnom pour en faire son pseudonyme, Kamel l'ancien (écrit de cette manière à ses débuts). Yaya met pratiquement sa carrière de côté pour travailler avec les jeunes du Kremlin-Bicêtre : ils vont acheter un 4 pistes K7 pour enfin commencer à travailler leurs premières maquettes dans la chambre des uns ou des autres[source secondaire souhaitée]. Dès leurs premières maquettes, ils faisaient déjà la différence, leurs noms circulaient ici et là. En 1997, le groupe se fond dans le collectif Main 2 Maître[source secondaire souhaitée]. Cela permet à Kamel de côtoyer tout un tas de rappeurs : Papis Eries, Espoir (composé de Chef Moha, Bram's et Diboss), Norme Étrangère, Monocrom, Fala, Memel le Stratège, Billy, ou encore Dixem. De plus, il a pu enfin bénéficier d'un vrai studio d'enregistrement. Cela a permis à Kamel de progresser puisqu'il y suivait une vraie formation, avec des ateliers d'écriture, de répétition, etc[source secondaire souhaitée]. De cette période, Kamelancien dit : « Prenant du recul, j'ai étudié le rap français et américain et j'ai remarqué que ceux qui se démarquaient le plus, étaient ceux qui avaient un style original tel qu'Eminem, Notorious B.I.G., Fifty Cent, Tupac, The Game, Booba, Ol Kainry, Diam's, etc. J'ai donc affiné mon écriture et aiguisé mon flow pour arriver au style Kamelancien ».
En 2003, après différentes apparitions sur compilations, Kamelancien réussi à faire passer un freestyle à la radio Génération 88.2, et c'est alors qu'il est repéré par le rappeur Ikbal du groupe TLF. Ikbal l'invite à poser sur son projet, Talents Fâchés. Kamelancien accepte l'offre et prépare pour lui un morceau inédit, 'Rap de Ben Laden', sur une composition de son mentor, Yaya. Après avoir écouté le morceau, le grand frère d'Ikbal, Rohff, a aimé également son style, et lui propose de représenter son département dans le morceau 'Code 187', qui devait se trouver dans l'album La Fierté des Nôtres. C'est alors que Kamelancien commence à prendre le rap au sérieux[source secondaire souhaitée].
À partir de 2004, Rohff et lui deviennent proches. Ils forment le groupe T'1kiet, et sortent plusieurs sons en commun. En parallèle, Rohff lui propose de faire avec lui la tournée de La Fierté des Nôtres. Aimant la scène, Kamelancien accepte, et s'étonne que, pendant la tournée, ses classiques sont réclamés sur scène, en province comme à Paris. De plus, montrant à quel point il apprécie son poulain, Rohff demande personnellement à Kamelancien de réaliser l'album Au-delà des Limites. Mais alors que les deux rappers ont pour projet de faire un album en commun, ils se séparent à la suite d'un désaccord musical[source secondaire souhaitée].

### Affrontement avec La Fouine
L'affrontement, ce sera avec un autre rappeur qui monte lui aussi en puissance : La Fouine. Et c'est Kamelancien qui lance les hostilités en le défiant sur le morceau Reste Vrai. En 2005, La Fouine lui répond sur le morceau Ferme ta gueule en l'insultant à plusieurs reprises, se moquant de son rap et de sa « voix trop bizarre ». Il lui reproche de n'être présent que sur des featurings et des compilations, et de n'avoir jamais sorti ni album, ni single. Enfin, il lui reproche également d'avoir changé de comportement envers lui sans aucune raison. Kamelancien répond avec son titre Crise cardiaque et va même le menacer ouvertement dans l'émission Couvre-feu animée par Jacky Brown. Quelques jours après dans cette même émission, La Fouine va riposter en l'insultant violemment et en le menacant à son tour. Cependant, ayant perdu sa propre mère quelque temps plus tôt, et regrettant d'avoir insulté celle de Kamelancien, La Fouine présente ses excuses en direct sur Skyrock.
Finalement, les deux rappeurs se réconcilient en mai 2011, quand La Fouine invite Kamelancien à son concert au Zénith de Paris. Quelque temps après, les deux rappeurs coopèrent en effet, au point de faire un featuring ensemble, 'Vécu'.

### Premiers albums
Retour en 2006, comme si les critiques, à l'époque, de La Fouine ne lui étaient pas insensibles et pas totalement infondées, Kamelancien profite de sa séparation avec Rohff pour entamer une carrière solo[source secondaire souhaitée]. Il sort pour cela sa première mixtape, Ghettographie I, qui récapitule sa carrière en une trentaine de morceaux dont quelques inédits[source secondaire souhaitée], et a pour but d'annoncer la sortie de son premier album, un an plus tard.
Le 5 février 2007, il publie son premier album solo intitulé Le Charme en Personne, dans des circonstances assez difficiles pour le chanteur. En effet, beaucoup de portes se sont fermées devant lui, à la suite de sa séparation musicale avec Rohff, et les moyens pour réaliser cet album étaient plus que précaires[source secondaire souhaitée]. Kamelancien est plus que jamais motivé,[style à revoir] car il veut prouver qu'il est capable de réussir seul. De plus, son entourage le motive et grâce à l'aide de son collectif Main 2 Maitre, il réussit à achever son travail et à sortir un double album. Kamelancien explique ce choix par le fait qu'il avait « la rage » à la suite des critiques qu'on lui faisait, et qu'il avait beaucoup d'idées[source insuffisante]. D'autre part, il voulait également montrer qu'un homme issu d'un quartier pouvait aborder beaucoup de thèmes différents, autres que la drogue, l'argent ou la police. Par exemple, le suicide ou la sorcellerie y sont évoqués. Cet album rencontre un succès d'estime puisqu’il s'est vendu à près de 30 000 exemplaires. Le public retrouve des chanteurs connus comme le groupe de rap marseillais IAM et ses rappeurs vedettes Akhenaton et Shurik'n, la chanteuse Kenza Farah ainsi que des moins connus, comme Jessica Marquez et des rappeurs issus de son collectif Main 2 Maître notamment son frère Ibrahim dit Bram's[source secondaire souhaitée]. La même année, au mois d'octobre, Kamelancien fait rééditer son album en y ajoutant trois morceaux inédits, dont un single avec Kery James, J'résiste, ainsi qu'un DVD bonus.
Le 16 juin 2008, à la suite du succès de son premier album, son entourage, son public ainsi que son label, Nouvelle Donne, le poussent à sortir un deuxième album[source secondaire souhaitée]. Kamelancien publie Le Frisson de la Vérité, un album assez différent du premier. Kamelancien souhaite en effet un album varié, plus commercial, pour élargir son audience, tout en gardant la base de son public et de son style. De plus, il prend comme un challenge le fait de voir s'il peut amener les personnes qu'il souhaite dans son univers[source secondaire souhaitée]. C'est pour cela qu'il invite plusieurs chanteurs et notamment beaucoup d'invitées comme Zaho, Leila Rami, Leslie, Cheba Maria ou K-Reen ; d'autre chanteurs comme Cheb Tarik ou Jango Jack sont aussi présents sur l'album[source secondaire souhaitée] ; en tout plus d'une quinzaine d'invités sur une vingtaine de pistes au total. Sur cet album, il arrive enfin à avoir accès à Skyrock, avec le tube 'Quand ils vont partir', en featuring avec Zaho[source secondaire souhaitée] ; ce tube sera remixé et inclus en compagnie de trois nouveaux titres dans la réédition de l'album, Le 2e frissonFrisson de la Vérité, qui sort le 16 juin 2008. Myma Mendhy, Tunisiano, Mac Kregor et Ol Kainry sont les nouveaux invités de cette réédition.
Le 22 juin 2009, il sort sa seconde mixtape, Ghettographie II, qui avait pour but de marquer la fin de sa carrière musicale pour des raisons religieuses et parce que le milieu du rap l'aurait « dégouté ». Il compte près de 50 000 albums vendus en indépendant[réf. nécessaire].

### Départ temporaire
En 2009, après avoir sorti son second album, il décide de se consacrer uniquement au pancrace, sport de combat dont il parle dans plusieurs de ses textes.

### Retour
En 2010, au mois de novembre plus précisément, il annonce son retour en signant avec le label Karismatik (label indépendant où se trouve notamment Kenza Farah), et sort dans la foulée 'Lion du Désert', le premier extrait de son nouvel album prévu pour mai 2011. Il en profite pour changer son pseudonyme en Kamelanc'. La passion du rap, la nostalgie ainsi que ses nombreux fans l'ont poussé à revenir. De plus, Kamel réalise « qu'il ne sait rien faire d'autre » comme il le dit lui-même dans de nombreuses interviews. Il dévoile tour à tour les titres 'Monstre', 'T Croc de moi' puis 'Courage' (ce dernier, avec Kenza Farah).
L'album semblait bien avancer puisqu'une dizaine de morceaux avaient déjà été enregistrés. De plus des invités prestigieux comme Admiral T ou Soprano étaient annoncés. Mais en mai 2011, le mois de la sortie programmée de son album, il quitte subitement le label. Certains médias évoquent la récente réconciliation avec La Fouine comme cause, mais le rappeur du Val-de-Marne évoque plutôt des divergences qui sont apparues avec le leader du label, Abdel, et le manque de communications entre lui et ce dernier. À la suite de cela et de sa nouvelle amitié avec La Fouine, Kamelanc' signe, au côté de Sultan, de MLC, de La Tess et de V&K, sur la nouvelle structure créée par les managers de La Fouine, Double Mo et Romaric, S-kal Records. La Fouine est d'ailleurs le directeur artistique de ce nouveau label. Puis le rappeur signe chez Def Jam, mais toujours en coproduction avec S-kal.
En 2013, après de multiples reports et des singles sortis au compte goutte — 'Direct', 'Pas Besoin', 'Tikibrah' et 'Du sang sur ma feuille' — son album, finalement intitulé Coupé du Monde, sort le 25 février. Le compositeur Skalpovich a réalisé l'ensemble de l'album.
En 2015, il publie l'album Le Cœur ne Ment Pas.
Kamelancien fait souvent des pauses au cours de sa carrière. En 2015, après son album Le Cœur ne Ment Pas, il met de nouveau la musique entre parenthèses, et ce jusqu'à février 2020 lors de son apparition sur l'album de Kofs, avec le morceau 'Un mec plein', une référence directe à son morceau 'Un mec bien'. D'ailleurs Kofs reprend une partie du couplet de Kamelancien en le customisant.

## Discographie

### Clips extraits de ses projets
- 2006 : Kamelancien - Grand méchant Loup
- 2007 : Kamelancien - Le charme de la tristesse
- 2007 : Kamelancien - Le retour de flammes
- 2007 : Kamelancien - Un Put'1 de son
- 2007 : Kamelancien - Danse de guerrier
- 2007 : Kamelancien - J'résiste (avec Kery James et Sweelym)
- 2008 : Kamelancien - La joie de survivre
- 2008 : Kamelancien - Le cri de ma communauté
- 2008 : Kamelancien - Trop bon trop con
- 2008 : Kamelancien - Peine de mort
- 2008 : Kamelancien - T'étais où (avec Jango Jack)
- 2009 : Kamelancien - Quand ils vont partir Remix (avec Zaho)
- 2009 : Kamelancien - T'es foutu
- 2011 : Kamelanc' - Monstre
- 2012 : Kamelanc' - Pas Besoin (avec Atheena)
- 2012 : Kamelanc' - Tikibrah
- 2012 : Kamelanc' - Du sang sur ma feuille
- 2013 : Kamelanc' - L'Union fait la force (avec Sultan, MLC, Nassi et Itsou)
- 2013 : Kamelanc' - Sans Toi (avec Sarah Riani)
- 2015 : Kamelancien - Que du vieux
- 2015 : Kamelancien - Précieux
- 2015 : Kamelancien - KB United (avec Chef Moha, Gros du Tex, Memel le Stratège et Neness)
- 2015 : Kamelancien - Floyd Mayweather
- 2015 : Kamelancien - Impossible

### Apparitions
- 2003 : Kamelancien - Rap de Ben Laden sur la compilation de TLF Talents Fachés
- 2004 : Rohff feat. Kamelancien, Alibi Montana et Sefyu - Code 187 sur l'album de Rohff La fierté des nôtres
- 2004 : Kamelancien feat. Rohff - A quoi bon sert sur la compilation de DJ Mosko, Teddy Corona et Mista Flo Street Lourd All Stars
- 2004 : Kamelancien feat. Rohff et Intouchable - La Hass sur la compilation de DJ Mosko, Teddy Corona et Mista Flo Street Lourd All Stars
- 2004 : Kamelancien - L'ancien sur la compilation de TLF Talents Fachés 2
- 2005 : Alibi Montana feat Jacky Brown, Kamelancien, Sté Strausz, Zoxea - Le Rap s'ra jamais mort sur l'album de Alibi Montana Numéro d'écrou
- 2005 : Kamelancien feat. Rohff - Sans entrainement sur la compilation de TLF Rap Performance
- 2005 : Rohff feat. Kamelancien - Remballes sur la compilation de TLF Rap Performance
- 2005 : Rohff feat. Kamelancien, Jam-C et Laskez - Pump it up sur la compilation de DJ Kost et DJ James Double face 6
- 2005 : Rohff feat. Kamelancien - Le rap nous a sélectionné sur l'album annulé de T'1 Kiet
- 2005 : Kamelancien - Vs La Fouine sur la compilation Menace sur la Planete Rap 1
- 2005 : LMC Click feat. Kamelancien, Juicy P et Taro OG - Paye le taro sur la mixtape de LMC Click Représente ta rue 1
- 2005 : Kamelancien - Un jour où l'autre tu verras (version originale) sur la compilation de DJ Nono Le son des blocks
- 2005 : Ahmed Soultan feat. Kamelancien - Regardez moi! sur la compilation de Sayd des Mureaux Story Volume 1
- 2006 : Kamelancien feat. Antilop Sa - Ecoute le style sur la compilation de DJ Saïd et DJ Nass-R Phonographe 2
- 2006 : Norme Étrangère feat. Kamelancien - Ca fait longtemps sur la compilation de Accapela Cocktail Molotov 2
- 2006 : K-One feat. Kamelancien et Moubaraka - Le monde est dead sur l'album Arrête de bomber l'torse de K-One
- 2006 : Dany Boss feat. Kamelancien - Ni boss ni mafia sur l'album de Dany Boss Street Life
- 2006 : Lorca feat. Kamelancien et Moubaraka - Arrête sur l'album de Lorca La rage du ghetto
- 2006 : Kamelancien -  Kamelancien vs La Fouine sur la compilation Menace sur la Planète Rap 2
- 2007 : Antilop Sa feat. Kamelancien - Racontez pas d'histoires! sur l'album de Antilop Sa Le cœur des Hommes
- 2007 : Zaho feat. Kamelancien, Bakar, Leeroy Kesiah, Alibi Montana - On sait ce qu'on veut (vs DJ Khaled) sur la mixtape de Zaho Zaho : La Mixtape
- 2007 : Kamelancien - L'impertinent (vs Fabe) sur la compilation de Funky Maestro et Franky Montana Têtes brûlées 4
- 2007 : Kamelancien - Mister Tchiki der en hommage au combattant du 94 originaire d'Algérie Farid Khider
- 2007 : Kamelancen feat. Leila et Espoir - Pardonne moi Maman
- 2007 : La Comera feat. Kamelancien - Rap Game sur l'album de La Comera Menace II Society
- 2007 : Fahmi feat. Kamelancien - Déchirure sur le single de Fahmi Déchirure
- 2007 : Blaze feat. Kamelancien et Komo - Jeunesse de France sur l'album de Blaze J'fais peur à la république
- 2007 : Lorca feat. Kamelancien et Moubaraka - Arrête remix sur l'album La rage du ghetto 2
- 2007 : Alkpote feat. Kamelancien - Saccage la piste de danse sur la mixtape de Al K-Pote Sucez moi avant l'album
- 2007 : Ker feat. Kamelancien - Team Vivacité sur l'album de Ker Merro Merro
- 2008 : Kamelancien feat Kayline -  A ma façon sur la compilation de T Maxx Parole d'homme
- 2008 : K-reen feat Kamelancien et Cheb Hassen - Cette soirée là sur la compilation de DJ Kore et DJ Bellek Raï'n'B Fever 3
- 2008 : Abdel feat Kamelancien et Médine - Ghetto remix sur l'album de Abdel Béton Armé
- 2008 : Ekinox feat. Kamelancien - Juste une illusion sur la netape d'Ekinox Ekinox
- 2008 : Seth Gueko feat. Kamelancien - Pour tous les rouhyax sur la mixtape de Seth Gueko Drive by en caravane
- 2008 : Kenza Farah feat. Kamelancien - Terre à terre sur la mixtape de Kenza Farah Authentik mixtape 1
- 2008 : Kamelancien feat. Moha le Vagabond - Va t'faire niquer sur la compilation de Believe/Dune Interdit aux bouffons
- 2008 : Kamelancien - Vas t'faire foutre sur la compilation de DJ Spike Miller One beat
- 2008 : Myma Mendhy feat. Kamelancien - Trop Tarés (vs Kamelancien)
- 2008 : Kamelancien feat. Abdel et Jamal - Danger sur la mixtape de DJ Skorp Rap Impact
- 2008 : Luxen feat. Kamelancien - Maintenant tu sais sur l'album de Luxen Mentalité Bagdad
- 2008 : Seven feat. Kamelancien - Fartas attitude sur la mixtape de Seven Seul avec tous
- 2008 : Sarrazin feat. Kamelancien, Busta Flex et Kalash L'Afro - Freestyle sur l'album de Sarrazin Niktape
- 2008 : Alkpote feat. Mohamed Lamine, Kamelancien et Aketo - Souvenirs du bled sur l'album d'Al K-Pote L'empereur
- 2008 : Rekta feat. Kamelancien et Brams - Hymne à l'espoir sur l'album de Retka MC made in Ouest
- 2008 : Kamelancien feat. Moha le Vagabond - Passe moi les tunes sur la compilation de Morsay Le son du ter-ter
- 2008 : Kamelancien feat. Croma et Radikal MC -  Produit d'état sur la compilation Affaire de famille
- 2008 : Shyneze feat. Kamelancien - Cut Off Time (vs Omarion) sur la mixtape de Shyneze Street RnB Mix mixé par DJ Mouss
- 2008 : Kamelancien - Mauvais pressentiment sur la compilation de Block-out music AKO-DY
- 2009 : Kamelancien feat. Rohff & China - Juste un bol d'air sur la compilation de La Main 2 Maître De 0 à 30°(en 24h)
- 2009 : Kamelancien feat. Espoir - Banlieusard sur la compilation de La Main 2 Maître De 0 à 30°(en 24h)
- 2009 : Chef Moha feat. Kamelancien – En attendant demain sur la mixtape de Chef Moha Du fond du gouffre 1
- 2009 : Kamelancien feat. Lewis -  C'est wow wow wow  sur la compilation de DJ Hamida A la bien mix party 3
- 2009 : Ol Kainry feat. Kamelancien, Sultan, Alain 2 l’ombre, Sofiane, Croma, Seven – Rap impact all star 2 sur la mixtape de Sultan et DJ Skorp Rap impact 2
- 2009 : Blaz feat. Kamelancien et Komo Sarcani - Jeunesse de France sur la mixtape de Blaz Prelude
- 2009 : Truand de la Galère feat. Kamelancien - Paire de crouilles sur l'album des Truands de la Galère Clicli notre plaque tournante
- 2009 : S.O.D. feat. Kamelancien - Le silence du Barrio sur l'album de S.O.D. L'histoire commence
- 2009 : Neliah feat. Kamelancien et Comi Lee - J'ai mal
- 2009 : Kamelancien - Tsunami sur la compilation de Wadson Mon sang pleure de rage
- 2009 : Fatal Clique feat. Kamelancien, Linox Karrera et Rad - Rap de maghrebin sur l'album de Fatal Clique Réussir ou crever
- 2009 : Kamelancien feat. Mekhlouf - On est loin sur la compilation de DJ Goldfingers et DJ Lord Chamy Les yeux dans la banlieue 2
- 2009 : Kamelancien feat. L'Skadrille - Associations de cas sociaux sur la compilation de Shone Association de Malfaiteurs 1
- 2009 : Kamelancien feat. Mohammed Lamine, OGB et Sana - Pour elles sur la compilation de Rim'K Maghreb United
- 2009 : Fik's et P.Kaer feat. Kamelancien - Sur un coup de tête sur l'album de Fik's et P.Kaer Kartier Général
- 2009 : La Honda feat. Kamelancien et Brams - 4 frères sur l'album de La Honda Frères de son et de sang
- 2010 : Lartiste feat. Kamelancien - Rap de Kaboul sur la mixtape de Lartiste Rap 1.9
- 2010 : Chef Moha feat. Kamelancien et Gros - Comment faire? sur la mixtape de Chef Moha Du fond du gouffre 2
- 2010 : AK93 feat. Kamelancien - Fait de la place sur la prochaine mixtape de AK93
- 2010 : Mc Jo feat. Kamelancien - La lettre sur la compilation de DJ Cut Killer Opération freestyle rap marocain
- 2010 : Heckel et Geckel feat Smoker, Alibi Montana, Youssoupha, Pit Baccardi, Kamelancien, Ben-J, Kery James, Dosseh, Despo Rutti, Mister C, Sear, Ikbal, Seth Gueko, Salif et Mac Tyer - On ne sait pas abandonner
- 2010 : Baron G feat. Kamelancien et Matt Moerdock - Ruetification sur l'album de Baron G Noble Gangster
- 2010 : Kamelancien feat. Sinik - Enfants terribles sur la compilation de la Mafia K'1 Fry Street Lourd 2
- 2010 : Need 127 feat. Kamelancien - L'ancien et l’ancêtre sur l'album de Need 127 History
- 2010 : Killabizz Zermy feat Kamelancien - Arrête sur l'album de Killabizz Zermy Le monde est à nous
- 2011 : Chef Moha feat Kamelancien et Orcko M16 - Ma Life sur la mixtape de Chef Moha Du fond du Gouffre 3
- 2011 : Halim feat. Kamelancien - Reste vrai sur l'album de Halim Rasage à Vif
- 2011 : Negrito feat. Kamelancien - Ma vision du rap sur l'album de Negrito Je rappe comme je respire
- 2011 : La Fouine feat. Kamelancien - Vécu sur la mixtape de La Fouine Capitale du crime 3
- 2011 : Avo'k Jims feat. Kamelancien, Alibi Montana et Kamnouze - Malgré les galères sur la mixtape de Avo'k Jims Bons baisers du Val d'Oise 1
- 2012 : Alain 2 l'ombre feat. Kamelancien - Trop bien sur la mixtape de Alain 2 l'ombre Un arrière goût de l'ombre
- 2012 : Kenza Farah feat. Kamelancien - Courage sur la mixtape de Kenza Farah Authentik Mixtape 2
- 2013 : Kamelancien feat. Cheb Majid - Dur d'aimer sur la compilation de Marechal Stars Vs Rebelyon (Bonus Version)
- 2013 : Selim-C feat. Kamelancien - Génération sur l'album de Selim-C Sang d'encre
- 2014 : MLC feat. Kamelancien - Vendetta sur l'album de MLC Vendetta
- 2015 : Sarahmée feat. OGB, Jarod, Le Rat Luciano, Ladea, Aki, Jacky Brown, Kamelancien, Fdy, Phenomen, Teddy, Star et Leck - Déter sur l'album de Sarahmée Légitime
- 2015 : DJ Kayz feat Kamelancien et Harone - La route du bled sur l'album de Dj Kayz Paris Oran New York 2015
- 2020 : Kofs feat Kamelancien - Un mec plein sur l'album de Kofs Santé et Bonheur
- 2025 : Kofs feat Kamelancien - Minimum sur l'album de Kofs Mon Ecole Vol.1